# Chavanté
Chavanté, artiestennaam van Chavanté Palm (Den Haag, 18 augustus 2001), is een Nederlandse rapper. Hij is bekend door zijn samenwerkingen met Kleine John. Hij heeft één album en twee ep's uitgebracht.

## Biografie
Chavanté liet in 2017 voor het eerst van zich horen, toen hij auditie deed voor The Voice Kids. Hij zong en rapte hier een bewerking van Ik neem je mee van Gers Pardoel. De auditie werd na de uitzending veel op YouTube bekeken. Na zijn deelname aan het programma begon hij met het uitbrengen van singles. De eerste was Stupido in oktober 2017. Na enkele andere singles, kwam hij in 2018 met de ep Shotgun. Deze ep volgde hij in 2020 op met zijn debuutalbum FF wat anders.
In 2021 werkte hij voor het eerste met Kleine John samen op het lied C'est la vie. Deze single was het startschot van een vruchtbare samenwerking. Ze kwamen met de gezamenlijke ep Lucky X Wonder en hadden ook nog hitsucces met In je city (Sku sku). Begin 2023 stonden de artiesten samen op muziekfestival Noorderslag en later in dat jaar waren ze te vinden op het Solar Weekend Festival.
Eind 2023 werkte Chavanté met een andere rapper samen. Met Dior scoorde hij in de Single Top 100 met het lied Silence. In 2024 tekende de rapper een contract bij muzieklabel Top Notch en bracht hij verschillende singles bij dit label uit. Een van die singles, Doe een pose, bereikte de Single Top 100 en de Tipparade van de Nederlandse Top 40.

## Discografie

### Albums en ep's
- Shotgun (ep, 2018)
- FF wat anders (album, 2020)
- Lucky X Wonder (ep, 2022, met Kleine John)

### Nummers met notering(en) in een hitlijst
| Lied                                   | Verschijnen       | Album               | Hitlijsten  | Hitlijsten  | Hitlijsten   | Hitlijsten   | Opmerkingen |
| Lied                                   | Verschijnen       | Album               | NL (Top 40) | NL (Top 40) | NL (Top 100) | NL (Top 100) | Opmerkingen |
| Lied                                   | Verschijnen       | Album               | Piek        | Weken       | Piek         | Weken        | Opmerkingen |
| -------------------------------------- | ----------------- | ------------------- | ----------- | ----------- | ------------ | ------------ | ----------- |
| C'est la vie (met Kleine John)         | 10 september 2021 | Lucky X Wonder (ep) | —           | —           | 49           | 3            |             |
| In je city (Sku sku) (met Kleine John) | 19 januari 2022   | Lucky X Wonder (ep) | —           | —           | 65           | 2            |             |
| Silence (met Dior)                     | 16 november 2023  | —                   | —           | —           | 64           | 2            |             |
| Doe een pose                           | 2 augustus 2024   | —                   | tip25       | —           | 89           | 1            |             |